# Веселий Поділ (Кременчуцький район)
Весе́лий Поді́л (колишні Родзянки і Паніванівка) — село в Україні, у Семенівській селищній громаді Кременчуцького району Полтавської області. Населення становить 1196 осіб. Колишній центр Веселоподільської сільської ради.

## Географія
Село Веселий Поділ розташоване на правому березі річки Хорол, в місці впадання в неї річки Крива Руда. Вище за течією примикає село Вереміївка, нижче за течією на відстані 4,5 км розташоване село Чаплинці, на протилежному березі — село Тройняки, вище за течією річки Крива Руда примикає село Паніванівка. Річки в цьому місці сильно заболочені. На схід від села розташований  ландшафтний заказник «Острів».

## Історія
Село засновано на території Хорольської сотні. Історія села розпочинається в кінці XVII — на початку XVIII століття, коли місцева козацька старшина, зосередивши в своїх руках основні адміністративні і судові посади, придбала великі земельні володіння. Старшина привласнювала і козацькі землі.

Так, вдова Хорольського сотника Степана Васильовича Родзянка Пелагея 3.Х 1743 року одержала царську грамоту за службу свого чоловіка на такі маєтності: село Єньки, Хвощівку і 
|  | ...слободку Родзянковскую, поселенную на купленом грунте при хуторе. |

Вона одержала також право на частину прибутків з водяних млинів, що стояли на річках Хоролі та Пслі під Білоцерківкою і Балаклеєю. За нею було в Єньках 67 хат, у Хвощівці — 63, на Єньківський каплиці — 2, у Хоролі — 36 і Родзянках — 61 хата (1760). Ця слобідка Родзянки, яка належала до Хорольської сотні Миргородського полку, й була майбутнім селом Веселий Поділ.
В офіційних довідниках за 1863 рік — село Родзянки. Серед місцевого населення поширені дві версії назви села: природні особливості місцевості, — низовина поблизу річки, здавна прийнято називати «поділ». Відносно слова «Веселий» у місцевого населення укорінилась впевненість, що в назву села воно ввійшло в зв'язку з тим, що в давнину молоді дівчата і жінки в цій місцевості дуже любили носити гарно вишиті фарбованими нитками сорочки (особливо їх рукава і пелени. Звідси ніби і пішла назва «Веселий Поділ». Друге припущення — після смерті поміщика Гаврила Родзянка його сини Аркадій і Платон вирішили поділити між собою землю і майно батька. Розподіл (поділ) відбувсь мирно і взаємовигідно, без сварок. Під кінець був влаштований великий бенкет, який закінчився дуже весело. Звідси ніби і пішла назва села «Веселий Поділ». Правдоподібнішим, безумовно, слід вважати перше припущення, адже воно зв'язане з природними особливостями місцевості і народними звичаями, яких ще дотримуються тут і зараз.
Сини Степана і Пелагеї Родзянків: Веремій, Семен, Василь, Іван (старший) та Іван (молодший) одержали великі земельні наділи і маєтки: Веремій вчився в Київській академії (1737). У 1755 році він разом з іншими братами одержав універсал гетьмана Розумовського на 49 дворів у селах Тройняках, Бакумівці, Княжій Луці (Хорольської сотні) і в селі Опанасівці (Сорочинської сотні); за ними також було в Хоролі 33 хати (1760).
Іван (старший) з 1738 року був Гадяцьким полковим суддею; серед інших він підписав чолобитну про затвердження в гетьмани Розумовського. За ним в Хоролі було 20 хат і на хуторі біля річки Кривої Руди — 15 хат (1760).
Семен (народився близько 1721 року) оселився в Семенівці, і, як гадають, поклав початок селища Семенівки. Він був спочатку Миргородським (1752), а потім Гадяцьким полковим осавулом (1755).
На 1781 рік село належало до Хорольської сотні Голтвянського повіту Київського намісництва; мало 142 хати посполитих та підсусідків. Господарем села Родзянок (Веселого Подолу) став брат Семена — Василь Степанович Родзянко (народився 1727), що жив у Хоролі і обіймав посаду бунчукового товариша. На 1787 рік він мав у Веселому Подолі 882 душі (446 душ чоловічої статі), Василівці — 590, Заїчинцях — 435, Хоролі — 238, Вишняках — 40 і т. д., а всього — 2840 душ та за його дружиною Ганною Бороздною було приданого 188 душ.
Після смерті Василя Родзянки маєтності у Веселому Подолі переходять до його сина Гаврила Родзянки (народився близько 1751-54 рр.), який був колезьким радником (1802). За ним у Веселому Подолі було 998 душ, Заїчинцях — 592, Хвощівці — 66, Вишняках — 17, Горбах — 289, Сидорах — 251, а всього з іншими селами та хуторами за даними 1800 року — 2489 душ. У Гаврила Родзянки було чотири сини і чотири дочки. Його сини Аркадій та Платон Родзянки мали маєтки у Веселому Подолі, одержані в спадщину від батька.
Аркадій Родзянко (1798–1846 рр.) виховувався в Московському університетському благородному пансіонаті; мав чин капітана, у 1821 році пішов у відставку і повів життя багатого поміщика в своєму маєтку в Веселому Подолі, де мав 522 душі кріпаків (1837 рік). Він був поетом, що в своїх віршах в основному оспівував «сократичну любов»; писав і сатиричні вірші, перекладав також деякі твори російських поетів на французьку мову. Але дослідник творчості А.Родзянки професор М. Ф. Сумцов указує, що Родзянко був «очень маленькой литературной величиной».
Платон Родзянко (народився у 1802) одержав у спадщину 786 душ кріпаків у Веселому Подолі; до цього він купив тут та в селі Глибокому 148 душ (1832), крім того, одержав у спадщину в Хорольському повіті 228 чоловік та купив там же 346 чоловік (1846). П.Родзянко був предводителем дворянства Хорольського повіту і мав близько 4000 десятин землі. У нього було 3 сини та 4 дочки. З них Андрій (народився у 1839) закінчив Київський університет; займав посаду статського радника.
Після скасування кріпацтва у 1861 році значна частина селян Веселого Подолу йшла до поміщика на відробітки, які були надзвичайно різноманітними; селяни йшли також в міста, ставали чорноробами. Поміщицьке господарство Родзянків у Веселому Подолі було поширене і в таких галузях, як селітряне виробництво і винокуріння, які були розпочаті Платоном Родзянком. Уже з початком виробництва в 1845 році селітряний завод виробляв продукції на 2500 карбованців на рік, яка здавалася Шостинському пороховому заводові. До нашого часу ще збереглися селітряниці — бурти у вигляді насипів на околицях селищ, де було поставлено виробництво селітри, у тому числі і біля Веселого Подолу. Добування селітри буртовим способом полягало в тому, що в бурти (купи) насипали поташ, вапно, гній, землю і закопували ще на 3-5 років. Коли суміш набувала певних фізико-хімічних властивостей. її промивали водою, обробляли поташем і з розчину шляхом випаровування добували селітру.
Продукція винокурних заводів Родзянків споживалася на місці, а також вивозилася в інші місця губернії. Родзянки розводили великі табуни коней, які збували у воєнне відомство. Їх кінні заводи були в Семенівці і в Горбах.
У селі на 1859 було 256 дворів, 1486 жителів. За даними 1863 року Веселий Поділ був волосним центром, до якого належало 6 сільських населених пунктів, з числом ревізьких селян по волості — 911. В цьому ж році Веселий Поділ мав 256 дворів, 1422 душі населення, три винокурні та селітряний завод, дерев'яну Свято-духівську церкву (1840). В той же час в Семенівці було всього 100 дворів з населенням 801 душа, дерев'яна церква; в Очеретуватому — 140 дворів з населенням 937 душ.
Численний рід Родзянків мав у своїх володіннях велику кількість кріпацьких сіл, які в більшості називалися по імені чи прізвищу їх перших володарів. Так, першим господарем Василівки був Василь Родзянко, Вереміївки — Веремій Родзянко і т. д. Хорольські магнати Родзянки мали володіння також і в інших губерніях царської Росії. Село Родзянки було також на Катеринославщині в Олександріївському повіті, де після розподілу маєтків у 1820 році І. Ф. Родзянко одержав 2050 десятин землі. Російський політичний діяч, катеринославський поміщик Михайло Володимирович Родзянко (1859–1923 рр.), що був головою третьої та четвертої Державної Думи (1911–1917 рр.), теж походив з старовинного роду Родзянків, що жили в Хоролі. Його батько — великий поміщик Володимир Родзянко з братом мали в Новомосковському повіті на Катеринославщині 1040 кріпаків і 17000 десятин землі (1853).
За переписом 1885 село входило до Семенівської волості, налічувало 205 господарств, 1204 жителів, відкрито двокласне земське училище. На 1900 рік у селі — 254 двори, 1457 жителів. 1905 року в Веселому Подолі було придушене повстання селян. За даними перепису 1910 у селі — 245 дворів, 1483 жителів.
Останній з поміщиків Веселого Подолу Андрій Платонович Родзянко мав 5500 десятин землі, у селі була його економія, мав цегельний завод. Влітку А.Родзянко перебував у своєму маєтку в Веселому Подолі, а зимою жив у Петербурзі, де мав декілька власних великих будинків.
Природні багатства й чудові пейзажі навколо села Веселого Подолу спонукали оселитися тут також князя Олександра Мещерського (народився 1822). Багато обставлений палац Мещерських у Веселому Подолі був збудований в готичному стилі і мав 54 кімнати.
Радянська влада розпочалась в січні 1918.
З 1924 у колишньому маєтку Родзянків працювала дослідно-селекційна станція. 1926 — 463 господарства, 2205 ж.
1928 комуністична влада почала готувати ґрунт для організації Голодомору. Створено ТСОЗи «Іскра життя» і «Червоне поле», 1930 — «Червоний шлях» і «Шлях до соціалізму», які пізніше об'єднали в сільсько-господарську артіль «Комунар». 1929 організовано Веселоподільську МТС. Контролюючи все їстівне, влада вдалася до терору голодом. Більшість жертв у селі припали на 1932 та 1933 рік.
Під час німецької окупації (12.ІХ 1941—23.ІХ 1943) розстріляли 2 комуністів, до Німеччини на роботу виїхали 46 чоловік.
З 1962 у селі — колгосп ім. І. В. Мічуріна (зерново-буряківничого напряму, тваринництво); дослідно-селекційна станція, Семенівське міжгосподарське підприємство по виробництву яловичини, Семенівський міжколгоспний комбікормовий завод, філія «Райсільгоспхімії», сільське споживче товариство, будинок побуту, дільнична лікарня, аптека, 3 дитсадки, Будинок культури (450 місць), бібліотека (14 021 одиниць збірки), клуб і бібліотека дослідно-селекційної станції, дві кіноустановки, відділення зв'язку, Веселоподільський парк.
На 1990 рік у Великому Подолі 1983 жителів.
12 червня 2020 року, відповідно до розпорядження Кабінету Міністрів України № 721-р «Про визначення адміністративних центрів та затвердження територій територіальних громад Полтавської області», село увійшло до складу Семенівської селищної міської громади.
19 липня 2020 року, в результаті адміністративно - територіальної реформи та ліквідації Семенівського району, село увійшло до складу новоутвореного Кременчуцького району.

## Політика

### Парламентські вибори, 2019
На позачергових парламентських виборах 2019 року у селі функціонувала окрема виборча дільниця № 530823, розташована у приміщенні сільської ради.
Результати
- зареєстровано 794 виборці, явка 65,24%, найбільше голосів віддано за «Слугу народу» — 43,39%, за Всеукраїнське об'єднання «Батьківщина» — 14,79%, за Аграрну партію України — 9,14%.[3] В одномандатному окрузі найбільше голосів отримав Фахраддін Мухтаров (самовисування) — 36,47%, за Анастасію Ляшенко (Слуга народу) — 23,53%, за Олексія Баганця (Всеукраїнське об'єднання «Батьківщина») — 15,49%[4].

## Економіка
- Веселоподільський цукровий завод, ВАТ.
- Веселоподільський хлібоприймальне підприємство.
- ТОВ «Семенівське аграрне об'єднання».

## Об'єкти соціальної сфери
- Школа № 1
- Школа № 2

## Відомі люди
У Веселому Подолі народилися:
- Аполлонов Іван Григорович — український художник декоративно-ужиткового мистецтва (художнє скло).
- Глібов Леонід Іванович — український письменник, автор відомих байок і ліричних поезій;
- Корогод Борис Леонідович (1935—2017) — український історик;
- Г. М. Новохатько — господарник у системі комуністичних трудових таборів (колгосп);
- Симоненко Олександр Володимирович (24 серпня 1950) — археолог;
- Павліченко Іван Пилипович, 1905  — жертва сталінського терору. Заарештований 4 листопада 1937 р. Засуджений Полтавським обласним судом 5 квітня 1938 р. за ст. 54-10 ч. 1 КК УРСР до 6 років позбавлення волі з поразкою в правах на 3 роки. Реабілітований Генеральною прокуратурою України 12 листопада 1992 р.[5]
- Черевко Дмитро Іванович (1887-?) - підпоручник Запорізького корпусу, комендант станції Запоріжжя-1 у квітні 1918. В 1920 емігрував до Румунії.[6]
- Шульга Володимир Олександрович — молодший сержант ЗСУ, загинув під селом Логвинове, Артемівський район.[7]
- Шудря Микола Архипович — український письменник, кінодраматург, журналіст, перекладач. Лауреат Державної премії України імені Т. Г. Шевченка 1991 р. (разом із В. Костенком, Р. Сергієнком, О. Ковалем) за художньо-документальні фільми «Відкрий себе», «Тарас» Української студії хронікально-документальних фільмів. Заслужений діяч України (2006).

Веселий Поділ відвідували:
- Пушкін Олександр Сергійович — 2 серпня 1824 року проїздом з Одеси. У той час на вимогу князя Воронцова було видано царський наказ про вислання Пушкіна з Одеси в Псковську губернію. Проживши рік в Одесі, Пушкін покинув місто і по маршруту Херсон — Єлізаветград — Крюків — Кременчук рушив на північ. По поштовому тракту Кременчук — Хорол Пушкін зупинився в Семенівці. Залишивши тут свого слугу Микиту Козлова, з нудьги і великої втоми заїхав у маєток Аркадія Родзянки у Веселий Поділ. Про це пізніше так розповідала його знайома П. П. Керн-Полторацька: «А. Г. Родзянко имел счастье принимать Пушкина у себя в деревне, Полтавской губернии, Хорольского уезда. Пушкин, возвращаясь (из Одессы), прискакал к нему с ближней станции верхом, без седла, на почтовой лощади, у хомуте».
- Шевченко Тарас Григорович — 22 липня 1845 на Ільїнському ярмарку в Ромнах познайомився з А. Родзянком і разом з ним виїхав до Веселого Подолу. Тут він пробув кілька днів, намалював портрет сина А. Родзянки — Гаврила у білій сорочці, у смушевій шапці. В лівій руці у нього люлька, у правій — тримає яблуко. Цей невеликий акварельний малюнок зберігається зараз у Державному музеї Т. Г. Шевченка АН України у Києві. Тут зберігається також його малюнок «Василівці», де побував Т. Шевченко в 1845 році. З Веселого Подолу виїжджав у розташовані поблизу села Вишняки, Платонівку, Заїчинці, а також у Хорол, де описав історичні пам'ятники. Перебуваючи у Веселому Подолі Т. Г. Шевченко малював краєвиди, записував зразки народної творчості, нотував матеріал археографічного характеру, викладений ним в «Археологічних нотатках». Згадка про село є в повісті «Наймичка» і в «Щоденнику». Під час перебування у Веселому Подолі Шевченко познайомився з чеським композитором Єдлічкою Алоїзом, — учителем музики у Родзянків, розпитував його про гусистів, про Прагу, давав йому читати свої вірші. Зібрані матеріали Шевченко використає для написання поеми «Єретик» («Ян Гус»).

## Пам'ятники

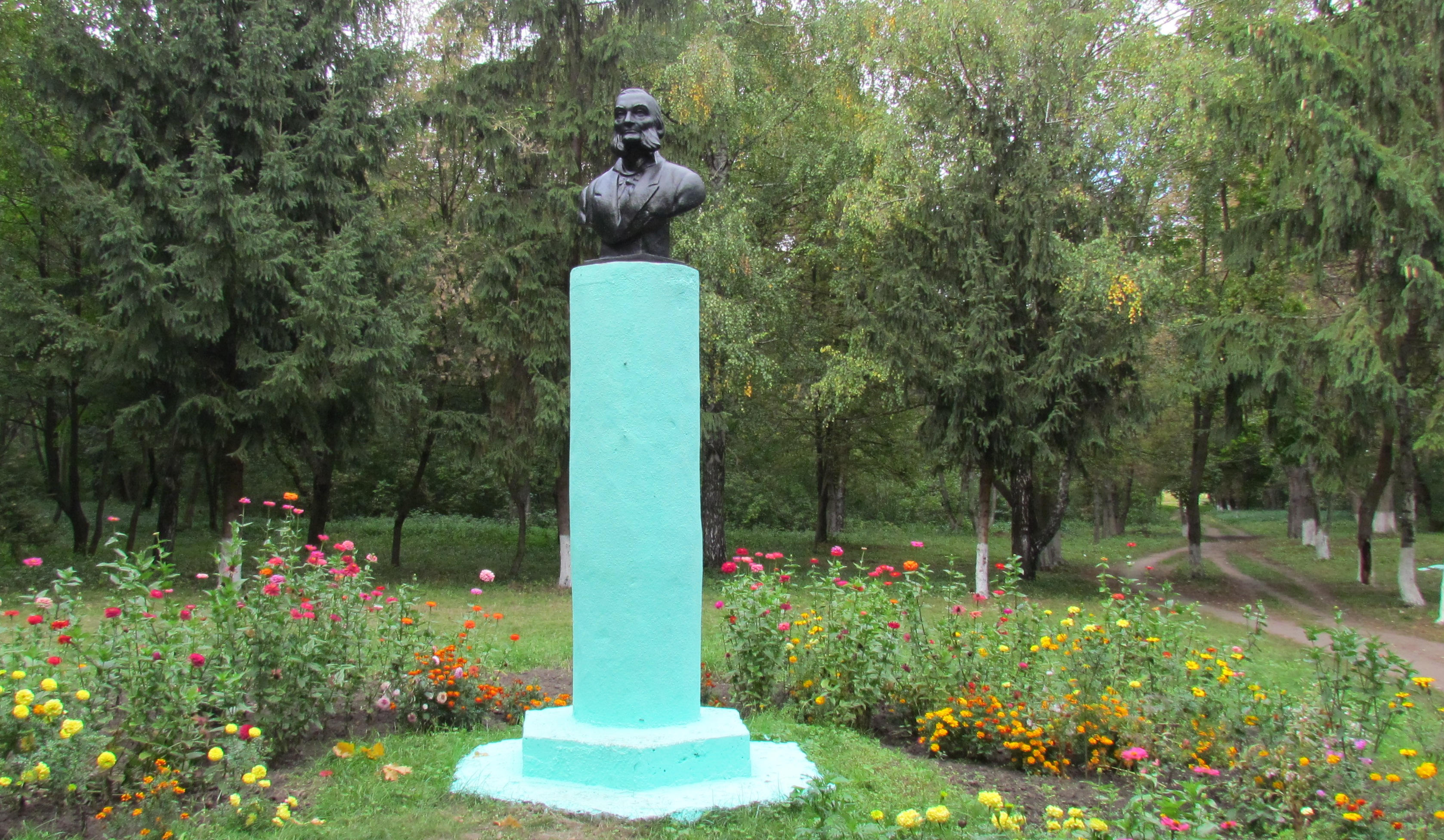
Пам'ятник-погруддя Л. І. Глібова, парк ім. Глібова
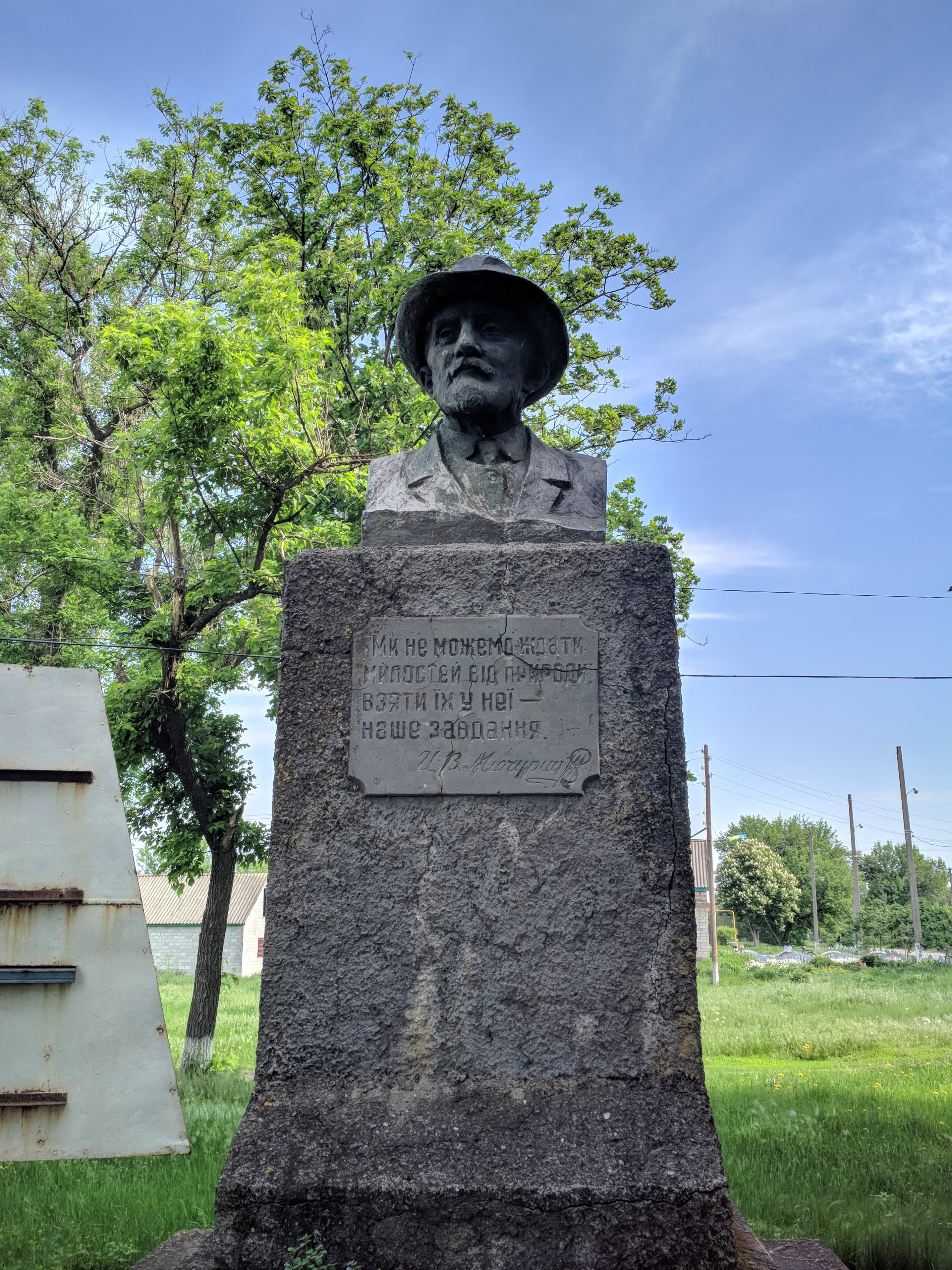
Пам’ятник-бюст І.В.Мічуріну (демонтовано)
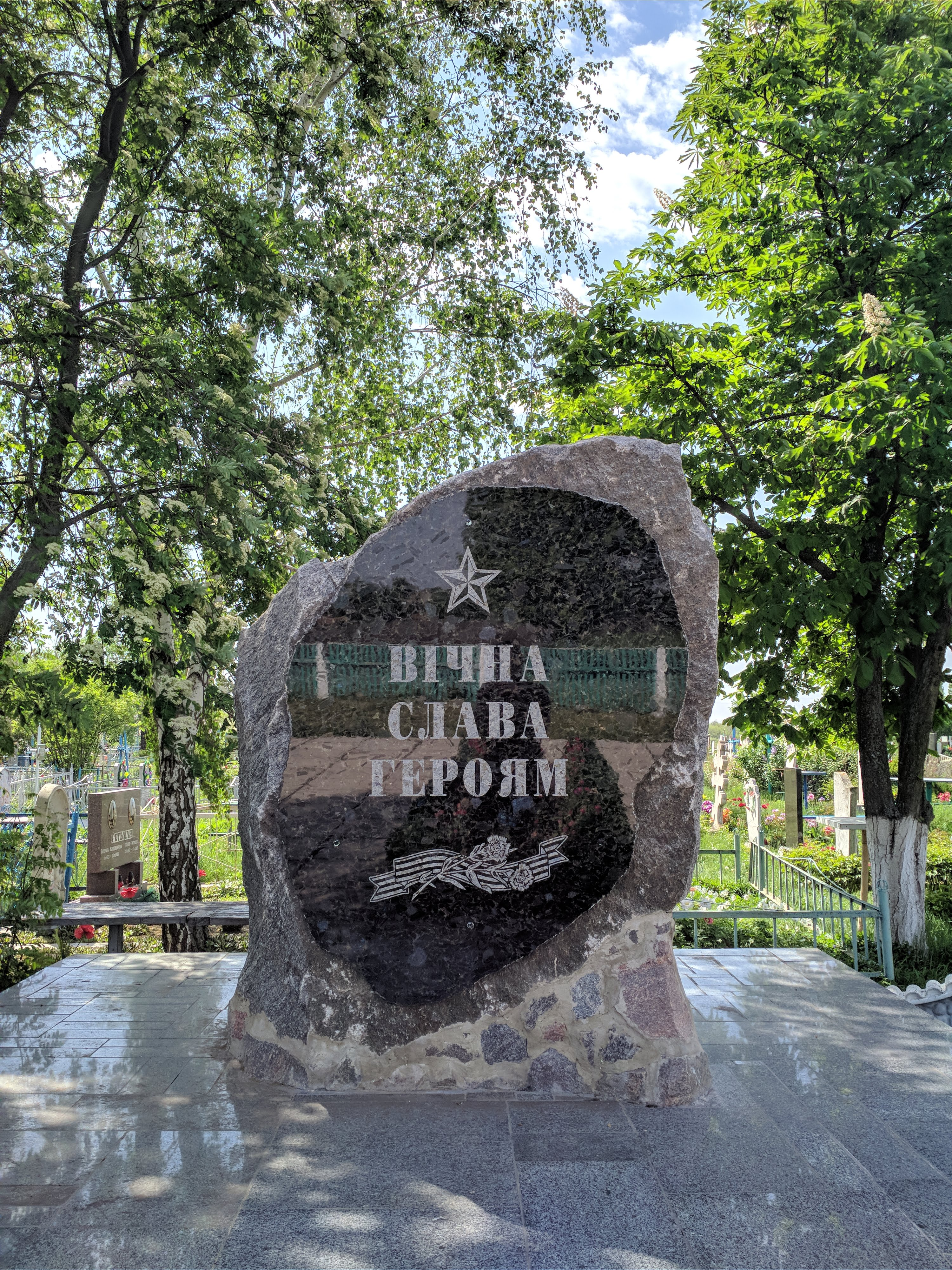
Братська могила радянських воїнів, пам’ятний знак полеглим воїнам-землякам

1957 року до 130-річчя з дня народження у Веселому Подолі споруджено пам'ятник славетному байкареві Леоніду Глібову.
1967 — відкрито пам'ятники І.Мічуріну. Демонтовано 1 березня 2023 року у рамках дерусифікації.
Встановлено надгробки на братській могилі солдатів, загиблих у боях за село, та пам'ятник односельцям, які загинули (159 чол.) під час Другої світової війни.

## Також
- Перелік населених пунктів, що постраждали від Голодомору 1932—1933 (Полтавська область)

## Галерея

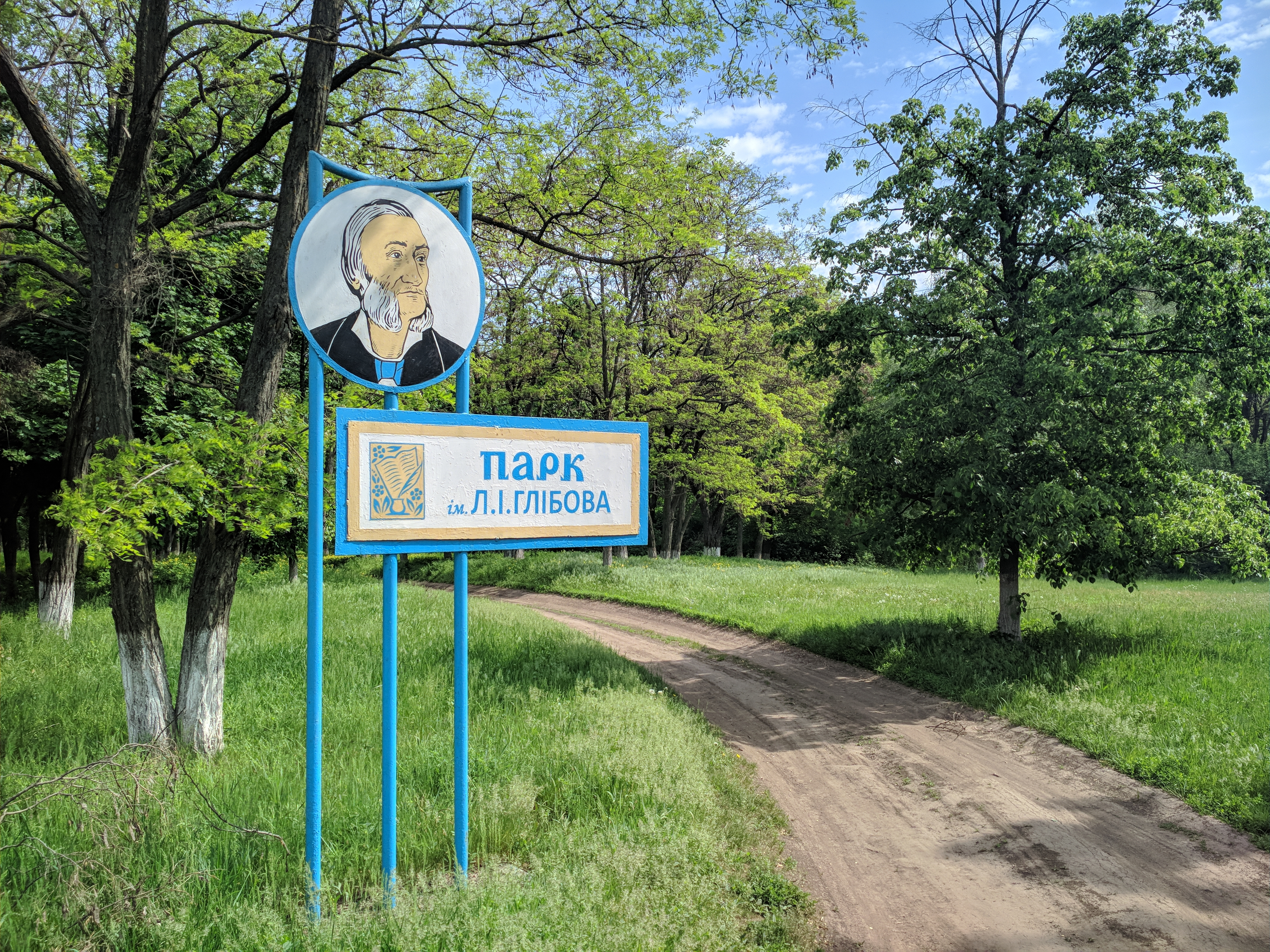
Парк Глібова
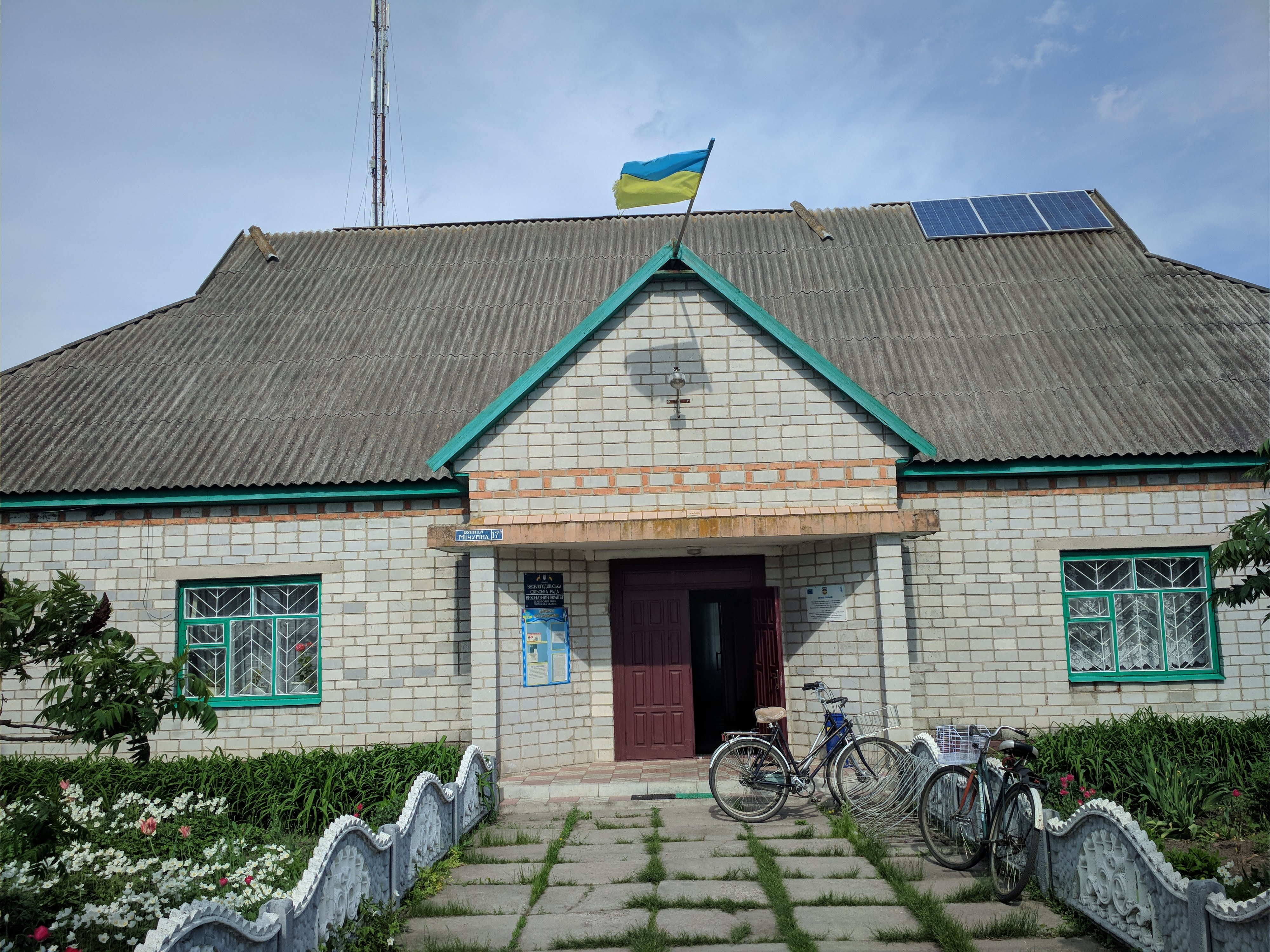
Сільська рада
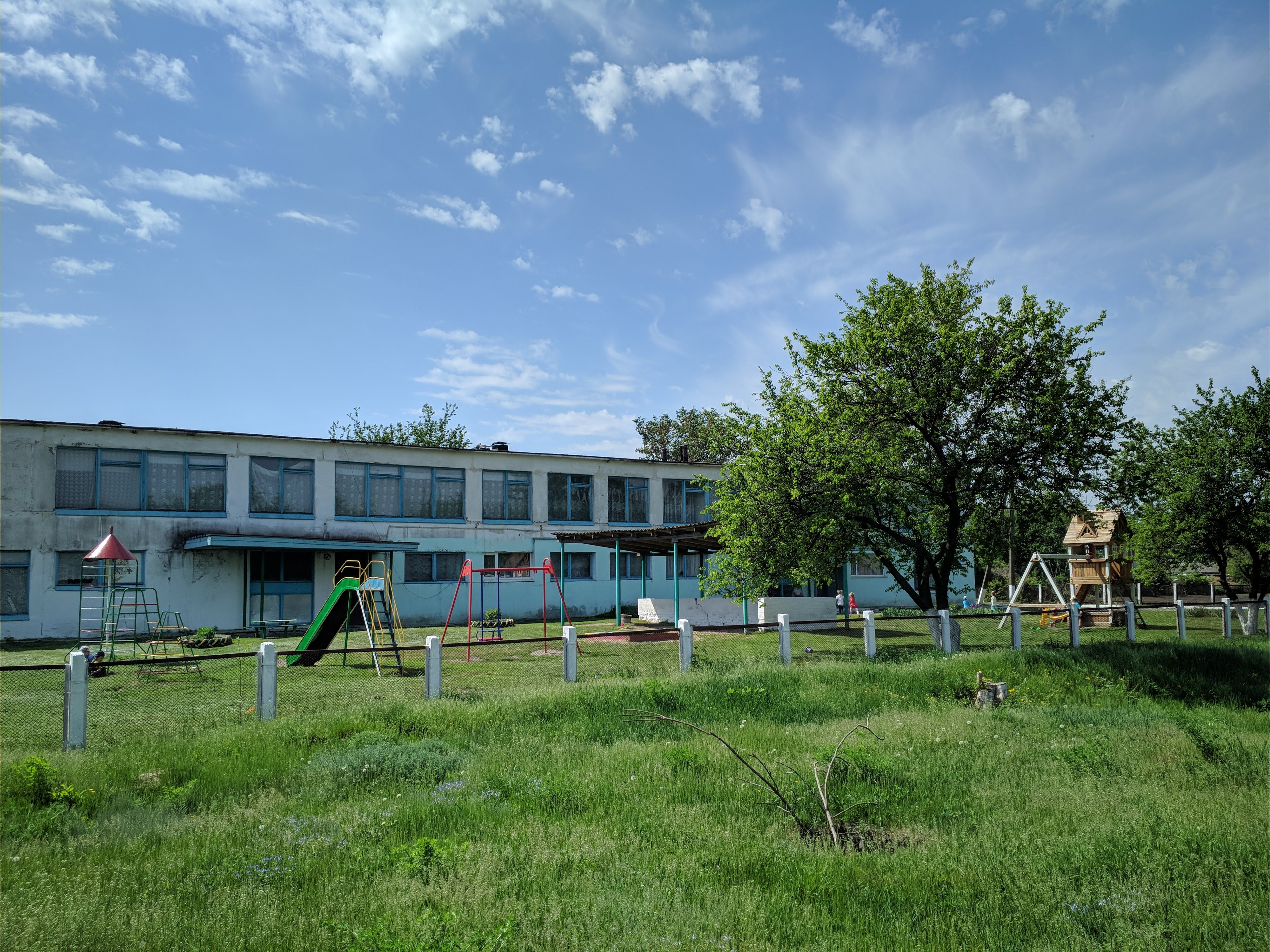
Дитячий садочок
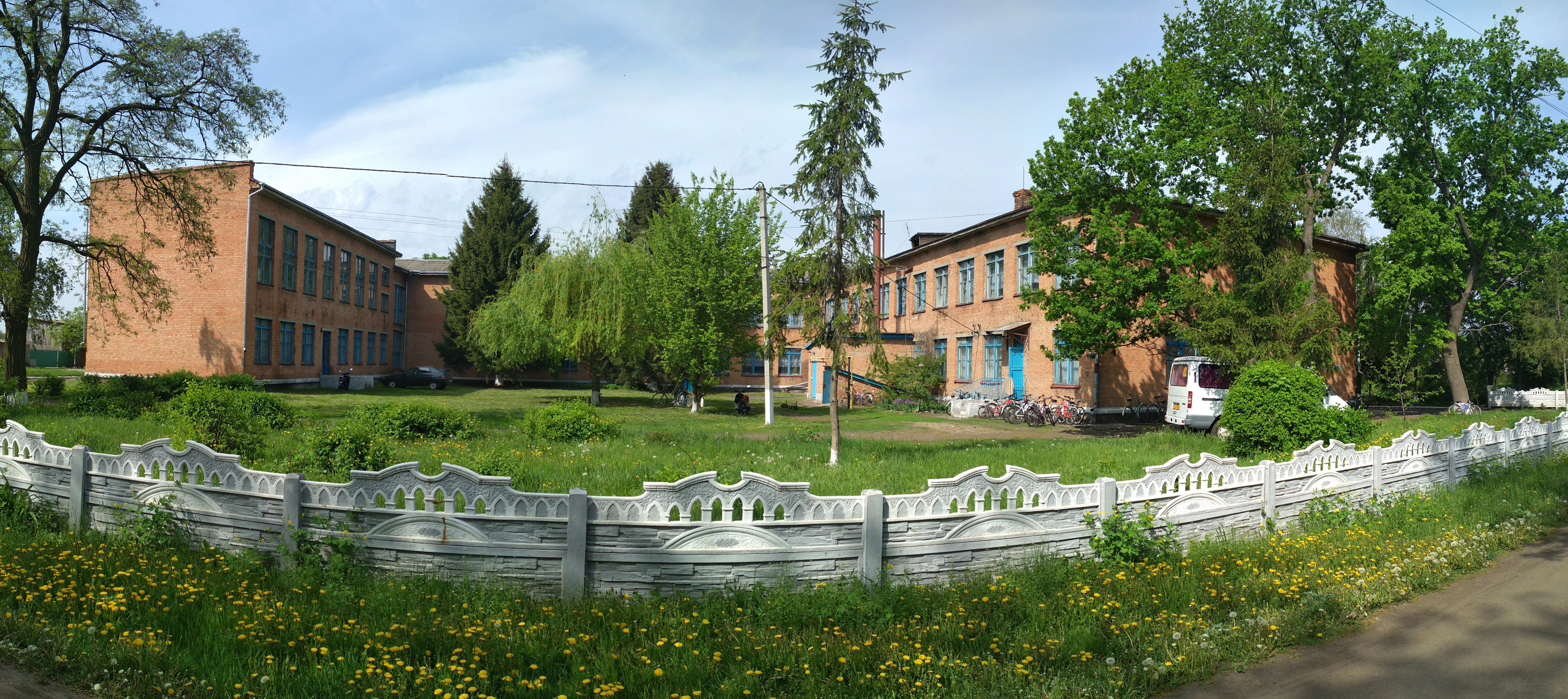
Школа

## Джерело
- За ред. А.В. Кудрицького. Полтавщина : Енцикл. довід.. — К. : УЕ, 1992. — С. 1024. — ISBN 5-88500-033-6.